# Alexandru Țigănașu
Alexandru Țigănașu (Săveni, 12 giugno 1990) è un calciatore rumeno, difensore del Botoșani.

## Carriera

### Club
Ha giocato nella massima serie rumena.

### Nazionale
Tra il 2011 ed il 2012 ha totalizzato 5 presenze ed una rete con la maglia della nazionale rumena Under-21.

## Palmarès

### Club

#### Competizioni nazionali
- Liga II: 1

CSM Politehnica Iași: 2013-2014